# Rorke's Drift (film)
Rorke's Drift è un cortometraggio muto del 1914 diretto da Richard Ridgely.
Rorke's Drift era un avamposto britannico vicino a un guado naturale (o drift), sul Buffalo River, in Natal, teatro di una battaglia tra le truppe del Regno Unito e i guerrieri Zulu durante la guerra anglo-zulu, in uno scontro avvenuto fra il 22 e il 23 gennaio 1879.

## Produzione
Il film fu prodotto dalla Edison Company.

## Distribuzione
Distribuito dalla General Film Company, il film - un cortometraggio in due bobine - uscì nelle sale cinematografiche statunitensi il 13 febbraio 1914.